# Hypericum theodorii
Hypericum theodorii är en johannesörtsväxtart som beskrevs av Jurij Nikolajevitj Voronov. Hypericum theodorii ingår i släktet johannesörter, och familjen johannesörtsväxter. Inga underarter finns listade i Catalogue of Life.